# Dan Solojoff
Daniil  Andreevitch Solojef (en cyrillique: Даниил  Андреевич  Соложев), né à Pétrograd le 7 février 1908 (20 février dans le calendrier grégorien) et décédé le 21 octobre 1994 à Paris,, est un poète, peintre et illustrateur russe s’apparentant à l’école surréaliste et néo-primitiviste.

## Biographie
Dan Solojoff est né à Saint-Pétersbourg le 7 février 1908 (selon le calendrier julien en cours jusqu’en 1918 en Russie) dans une famille de médecin. 
Il quitte la Russie en 1920 et séjourne tout d’abord en Bessarabie. 
En 1944, il est déporté avec sa femme dans un camp de travaux forcés en Allemagne. De 1945 à 1960, il s'établit à Lyon. Puis, à partir de 1960, il vit à Paris.
Il meurt le 21 octobre 1994 à Paris. Il est enterré au cimetière russe de Sainte-Geneviève-des-Bois (Essonne).

## Distinctions
- Professor Honoris Causa in Humanistic Disciplines of “Inter-american University of Humanistic Studies”, USA
- Diplome d’Onore di Benemerito Sostenitore Dell’Arte et della Cultura Europea con Medaglia d’Oro, Italie

## Son œuvre picturale
Artiste éclectique, son œuvre picturale (à l’huile ou à la gouache), sans se rattacher à aucune école, présente des caractéristiques proches du surréalisme et du néo-primitivisme chers à Marc Chagall qu’il rencontra à Cannes en 1962).
Jean-Pierre Delarge le qualifie de « dessinateur elliptique et aquarelliste symboliste qui reprend  parfois à Picabia le système des transparences ».
Pour Jerzy Waldemar Jarocinski, dit Waldemar-George, « ses teintes phosphorescentes […] scellent progressivement l’unité et engendrent l’harmonie. Si le motif : oiseau de feu ou sirène, est un fil conducteur, la cadence des valeurs chromatiques apparaît comme la raison majeure de ses poèmes picturaux […]. Les œuvres  de Solojoff trahissent un peintre slave, d’éducation française. »  
À partir de 1957, il commence, en parallèle, une carrière d'illustrateur qui se traduit par de nombreux ouvrages dont ceux des éditions de Baudelaire, Verlaine, La Bible, etc. Il édita, lui–même, certains de ses livres.  

## Expositions
- De 1954 à 58, en France à Lyon, il participe au Salon de la Société lyonnaise des beaux-arts où il gagne successivement une médaille de bronze, puis d’argent et enfin d’or en 1958.
- 1956, en France à Paris : exposition à la Galerie Katia Granoff (il y exposera tous les ans).
- 1958, aux Pays Bas à Rotterdam : Rotterdamsche Kunstring.
- 1968, aux États-Unis à New York : exposition à « The Chase Gallery ».
- 1968, en Suisse à Zurich : exposition à la Galerie Mediart.
- 1968, en Allemagne à Cassel : exposition à l'Europ Graphik Neute.
- 1969, aux États-Unis à Palm Beach.
- 1970, en Allemagne, à l'exposition de Hanovre « Das Kunstkabinett am Steintor ».

## Illustrations
- « Taras Boulba » de Gogol aux éditions G.P., Paris, 1957
- « Les Fleurs du mal » pour J. Vialetay, Paris, 1959 et 1961
- « Les Épitres de saint Paul ». Les Actes des Apôtres, éditions G.P., Paris, 1965
- « Sagesse » de Verlaine, pour J Vialetay, édition de luxe, 1965
- « Le Rêveur », couverture pour Cholem Aleichem, Menakem-Mendl, éditions Albin Michel, 1975
- « Les Dessins », éd. Flegon Press, Londres, 1979
- « Les dessins », édition d’auteur, Paris, 1980 (200 exemplaires)
- « Dièses et Bémols », éd. E. Solojoff, Nadia et Vladimir Ochanine, 1995 (50 exemplaires)

## Son œuvre poétique
Sa poésie est singulière. Antonia Bernard, dans la Revue des études slaves, la décrit comme « le vers est libre sans être relâché, original sans recherche d’extravagance. Le poète ne s’est guère soucié de modernismes de toute sorte, leur préférant une humble authenticité. Voir les commentaires d'Antonia Bernard dans la Revue des études slaves : Année 1996 / Volume 68 / N° 68-1 PP 144 à 147 